# Siti di interesse comunitario della Campania
I siti  di interesse comunitario della Campania, individuati in base alla Direttiva Habitat (Direttiva 1992/43/CEE) e appartenenti alla rete Natura 2000, sono 92, a questi si aggiungono 16 aree che sono sia SIC/ZSC sia zona di protezione speciale (ZPS) individuate ai sensi della Direttiva Uccelli (Direttiva 2009/147/CE).
| Definizione dell'area                                                                      | Immagine | Codice Natura 2000 | Sup. (ha) | Coordinate                  | Note        |
| ------------------------------------------------------------------------------------------ | -------- | ------------------ | --------- | --------------------------- | ----------- |
| Alta Valle del Fiume Bussento                                                              |          | IT8050001          | 625       | 40°12′19″N 15°33′34″E       |             |
| Alta Valle del Fiume Calore Lucano (Salernitano)                                           |          | IT8050002          | 4668      | 40°23′30″N 15°18′05″E       |             |
| Alta Valle del Fiume Ofanto                                                                |          | IT8040003          | 590       | 40°53′30″N 15°08′25″E       |             |
| Alta Valle del Fiume Tammaro                                                               |          | IT8020001          | 360       | 41°20′44″N 14°42′20″E       |             |
| Aree umide del Cratere di Agnano                                                           |          | IT8030001          | 44        | 40°49′50″N 14°10′21″E       |             |
| Balze di Teggiano                                                                          |          | IT8050006          | 1201      | 40°23′52″N 15°26′52″E       |             |
| Basso corso del Fiume Bussento                                                             |          | IT8050007          | 414       | 40°06′12″N 15°29′49″E       |             |
| Boschi di Guardia dei Lombardi e Andretta                                                  |          | IT8040004          | 2919      | 40°56′44″N 15°15′16″E       |             |
| Bosco di Castelfranco in Miscano                                                           |          | IT8020004          | 893       | 41°19′35″N 15°05′34″E       |             |
| Bosco di Castelpagano e Torrente Tammarecchia                                              |          | IT8020014          | 3061      | 41°21′42″N 14°47′26″E       |             |
| Bosco di Castelvetere in Val Fortore                                                       |          | IT8020006          | 1468      | 41°26′47″N 14°55′22″E       |             |
| Bosco di Montefusco Irpino                                                                 |          | IT8040020          | 713       | 41°02′27″N 14°49′49″E       |             |
| Bosco di S. Silvestro                                                                      |          | IT8010004          | 81        | 41°06′08″N 14°19′53″E       |             |
| Bosco di Zampaglione (Calitri)                                                             |          | IT8040005          | 9514      | 40°56′18″N 15°28′51″E       |             |
| SIC Camposauro                                                                             |          | IT8020007          | 5508      | 41°10′27″N 14°35′28″E       |             |
| Capo Miseno                                                                                | e        | IT8030002          | 50        | 40°46′39.76″N 14°05′21.88″E |             |
| Capo Palinuro                                                                              |          | IT8050008          | 156       | 40°01′37.92″N 15°16′51.96″E |             |
| Catena di Monte Cesima                                                                     |          | IT8010005          | 3427      | 41°24′42″N 14°00′59″E       |             |
| Catena di Monte Maggiore                                                                   |          | IT8010006          | 5184      | 41°12′02″N 14°12′51″E       |             |
| Collina dei Camaldoli                                                                      |          | IT8030003          | 261       | 40°51′24″N 14°11′50″E       |             |
| corpo centrale dell'Isola di Ischia                                                        |          | IT8030005          | 1310      | 40°43′50″N 13°54′31″E       |             |
| corpo centrale e rupi costiere occidentali dell'Isola di Capri                             |          | IT8030038          | 388       | 40°32′54″N 14°13′26″E       |             |
| Costiera Amalfitana tra Maiori e il Torrente Bonea                                         |          | IT8050054          | 413       | 40°38′53″N 14°42′11″E       |             |
| Costiera amalfitana tra Nerano e Positano                                                  |          | IT8030006          | 980       | 40°36′29″N 14°24′34″E       |             |
| Cratere di Astroni                                                                         |          | IT8030007          | 253       | 40°50′41″N 14°08′59″E       |             |
| Dorsale dei Monti del Partenio                                                             |          | IT8040006          | 15641     | 40°57′47″N 14°40′44″E       |             |
| Dorsale dei Monti Lattari                                                                  |          | IT8030008          | 14564     | 40°40′54″N 14°34′53″E       |             |
| Fasce litoranee a destra e a sinistra del Fiume Sele                                       |          | IT8050010          | 630       | 40°29′01″N 14°56′36″E       |             |
| Fascia interna di Costa degli Infreschi e della Masseta                                    |          | IT8050011          | 701       | 40°01′12″N 15°26′09″E       |             |
| Fiume Alento                                                                               |          | IT8050012          | 3024      | 40°16′08″N 15°10′24″E       |             |
| Fiume Garigliano                                                                           |          | IT8010029          | 481       | 41°16′50.16″N 13°49′45.12″E |             |
| Fiume Irno                                                                                 |          | IT8050056          | 100       | 40°41′59.76″N 14°46′26.04″E |             |
| Fiume Mingardo                                                                             |          | IT8050013          | 1638      | 40°08′21″N 15°25′07″E       |             |
| Fiumi Tanagro e Sele                                                                       |          | IT8050049          | 3677      | 40°39′29″N 15°13′58″E       |             |
| Fiumi Volturno e Calore Beneventano                                                        |          | IT8010027          | 4924      | 41°16′12″N 14°22′21″E       |             |
| Foce di Licola                                                                             |          | IT8030009          | 147       | 40°51′15″N 14°02′55″E       |             |
| Foce Volturno - Variconi                                                                   |          | IT8010028          | 303       | 41°01′17″N 13°55′52″E       |             |
| Fondali Marini di Baia                                                                     |          | IT8030040          | 180       | 40°49′30″N 14°05′09″E       |             |
| Fondali Marini di Gaiola e Nisida                                                          |          | IT8030041          | 167       | 40°47′43.39″N 14°10′24.08″E |             |
| Fondali marini di Ischia, Procida e Vivara                                                 |          | IT8030010          | 6116      | 40°45′25″N 13°55′21″E       | È anche ZPS |
| Fondali marini di Punta Campanella e Capri                                                 |          | IT8030011          | 8491      | 40°36′11″N 14°26′04″E       | È anche ZPS |
| Grotta di Morigerati                                                                       |          | IT8050016          | 2.94      | 40°08′39″N 15°32′58″E       |             |
| Isola di Vivara                                                                            |          | IT8030012          | 36        | 40°44′38″N 13°59′34″E       | È anche ZPS |
| Isolotti Li Galli                                                                          |          | IT8050018          | 69        | 40°34′50″N 14°25′58″E       |             |
| Isolotto di S. Martino e dintorni                                                          |          | IT8030013          | 14        | 40°47′55″N 14°02′29″E       |             |
| Lago Cessuta e dintorni                                                                    |          | IT8050019          | 546       | 40°15′53″N 15°46′55″E       |             |
| Lago d'Averno                                                                              |          | IT8030014          | 125       | 40°50′17″N 14°04′34″E       | È anche ZPS |
| Lago del Fusaro                                                                            |          | IT8030015          | 192       | 40°49′22″N 14°03′07″E       |             |
| lago di Carinola                                                                           |          | IT8010010          | 20        | 41°08′58″N 13°57′39″E       |             |
| Lago di Conza della Campania                                                               |          | IT8040007          | 1214      | 40°52′50.88″N 15°20′08.88″E | È anche ZPS |
| Lago di Lucrino                                                                            |          | IT8030016          | 10        | 40°49′44″N 14°04′48″E       |             |
| Lago di Miseno                                                                             |          | IT8030017          | 79        | 40°47′32″N 14°04′21″E       |             |
| Lago di Patria                                                                             |          | IT8030018          | 507       | 40°56′15″N 14°02′08″E       |             |
| Lago di S. Pietro - Aquilaverde                                                            |          | IT8040008          | 604       | 41°01′14″N 15°29′53″E       |             |
| Massiccio del Monte Eremita                                                                |          | IT8050020          | 10570     | 40°43′49″N 15°20′35″E       | È anche ZPS |
| SIC Massiccio del Taburno                                                                  |          | IT8020008          | 5321      | 41°06′41″N 14°34′50″E       |             |
| Matese Casertano                                                                           |          | IT8010013          | 22216     | 41°25′34″N 14°20′02″E       |             |
| Montagne di Casalbuono                                                                     |          | IT8050022          | 17123     | 40°10′40″N 15°37′57″E       |             |
| Monte Accelica                                                                             |          | IT8040009          | 4795      | 40°44′59″N 14°59′08″E       |             |
| Monte Barbaro e Cratere di Campiglione                                                     |          | IT8030019          | 358       | 40°51′09″N 14°06′20″E       |             |
| Monte Bulgheria                                                                            |          | IT8050023          | 2400      | 40°04′09″N 15°23′55″E       |             |
| Monte Cervati, Centaurino e Montagne di Laurino                                            |          | IT8050024          | 27898     | 40°15′53″N 15°26′02″E       |             |
| Monte Cervialto e Montagnone di Nusco                                                      |          | IT8040010          | 11884     | 40°47′59″N 15°07′20″E       |             |
| Monte della Stella                                                                         |          | IT8050025          | 1179      | 40°14′45″N 15°03′37″E       |             |
| Monte Licosa e dintorni                                                                    |          | IT8050026          | 1096      | 40°14′51″N 14°55′54″E       |             |
| Monte Mai e Monte Monna                                                                    |          | IT8050027          | 10116     | 40°46′49″N 14°51′57″E       |             |
| Monte Massico                                                                              |          | IT8010015          | 3846      | 41°10′34″N 13°55′09″E       |             |
| Monte Motola                                                                               |          | IT8050028          | 4690      | 40°21′54″N 15°28′35″E       |             |
| Monte Nuovo                                                                                |          | IT8030020          | 30        | 40°50′06″N 14°05′17″E       |             |
| Monte Sacro e dintorni                                                                     |          | IT8050030          | 9634      | 40°13′24″N 15°20′57″E       |             |
| Monte Somma                                                                                |          | IT8030021          | 3076      | 40°50′50″N 14°26′21″E       |             |
| Monte Soprano e Monte Vesole                                                               |          | IT8050031          | 5674      | 40°23′38″N 15°10′53″E       |             |
| Monte Sottano                                                                              |          | IT8050050          | 212       | 40°24′36″N 15°04′31″E       |             |
| Monte Terminio                                                                             |          | IT8040011          | 9359      | 40°49′58″N 14°56′59″E       |             |
| Monte Tifata                                                                               |          | IT8010016          | 1420      | 41°06′34″N 14°17′08″E       |             |
| Monte Tresino e dintorni                                                                   |          | IT8050032          | 1339      | 40°19′35″N 14°58′02″E       |             |
| Monte Tuoro                                                                                |          | IT8040012          | 2188      | 40°55′18″N 14°56′32″E       |             |
| Monti Alburni                                                                              |          | IT8050033          | 23622     | 40°29′52.08″N 15°20′53.88″E |             |
| Monti della Maddalena                                                                      |          | IT8050034          | 8511      | 40°22′14″N 15°39′13″E       |             |
| Monti di Eboli, Monte Polveracchio, Monte Boschetiello e Vallone della Caccia di Senerchia |          | IT8050052          | 14307     | 40°42′34″N 15°07′20″E       |             |
| Monti di Lauro                                                                             |          | IT8040013          | 7040      | 40°50′27″N 14°39′49″E       |             |
| Monti di Mignano Montelungo                                                                |          | IT8010017          | 2487      | 41°23′11″N 13°56′04″E       |             |
| parco marino di Punta degli Infreschi                                                      |          | IT8050037          | 4914      | 39°59′32″N 15°22′24″E       | È anche ZPS |
| parco marino di S. Maria di Castellabate                                                   |          | IT8050036          | 5019      | 40°17′00″N 14°55′04″E       | È anche ZPS |
| Pareti rocciose di Cala del Cefalo                                                         |          | IT8050038          | 38        | 40°01′17″N 15°19′50″E       |             |
| Pendici meridionali del Monte Mutria                                                       |          | IT8020009          | 14597     | 41°19′50″N 14°33′03″E       |             |
| Piana del Dragone                                                                          |          | IT8040014          | 686       | 40°53′25″N 14°56′45″E       |             |
| Pietra Maula (Taurano, Visciano)                                                           |          | IT8040017          | 3526      | 40°54′00″N 14°38′19″E       |             |
| pineta della Foce del Garigliano                                                           |          | IT8010019          | 185       | 41°12′42″N 13°47′02″E       |             |
| pineta di Castelvolturno                                                                   |          | IT8010020          | 90        | 40°59′46″N 13°58′04″E       |             |
| pineta di Patria                                                                           |          | IT8010021          | 313       | 40°56′26″N 14°00′47″E       |             |
| pineta di Sant'Iconio                                                                      |          | IT8050039          | 358       | 40°01′14″N 15°20′01″E       |             |
| pinete dell'Isola di Ischia                                                                |          | IT8030022          | 66        | 40°43′48″N 13°56′26″E       |             |
| Porto Paone di Nisida                                                                      |          | IT8030023          | 4.07      | 40°47′42″N 14°09′36″E       |             |
| Punta Campanella                                                                           |          | IT8030024          | 390       | 40°34′52″N 14°20′06″E       | È anche ZPS |
| Querceta dell'Incoronata (Nusco)                                                           |          | IT8040018          | 1362      | 40°55′08″N 15°07′57″E       |             |
| Rupi costiere dell'Isola di Ischia                                                         |          | IT8030026          | 685       | 40°42′36″N 13°56′26″E       |             |
| Rupi costiere della Costa degli Infreschi e della Masseta                                  |          | IT8050040          | 273       | 40°00′56.16″N 15°26′24″E    |             |
| Scoglio del Mingardo e spiaggia di Cala del Cefalo                                         |          | IT8050041          | 71        | 40°01′08″N 15°19′49″E       |             |
| Scoglio del Vervece                                                                        |          | IT8030027          | 3.89      | 40°37′07.17″N 14°19′30.59″E |             |
| Settore e rupi costiere orientali dell'Isola di Capri                                      |          | IT8030039          | 96        | 40°33′15″N 14°15′33″E       |             |
| Sorgenti e alta Valle del Fiume Fortore                                                    |          | IT8020016          | 2512      | 41°24′56.76″N 14°58′32.16″E | È anche ZPS |
| Stazione a Genista cilentana di Ascea                                                      |          | IT8050042          | 5.39      | 40°07′30″N 15°10′54″E       |             |
| Stazione di Cyperus polystachyus di Ischia                                                 |          | IT8030034          | 14        | 40°43′28″N 13°56′15″E       |             |
| Stazioni di Cyanidium caldarium di Pozzuoli                                                |          | IT8030032          | 4.26      | 40°49′47″N 14°08′33″E       |             |
| Valloni della Costiera Amalfitana                                                          |          | IT8050051          | 227       | 40°39′28″N 14°37′15″E       |             |
| Vesuvio                                                                                    |          | IT8030036          | 3412      | 40°49′15″N 14°25′53″E       |             |
| Vulcano di Roccamonfina                                                                    |          | IT8010022          | 3816      | 41°17′35″N 13°57′23″E       |             |